# Lestodiplosis phlomicoliphaga
Lestodiplosis phlomicoliphaga är en tvåvingeart som beskrevs av Nikolai Vasilevich Kovalev 1972. Lestodiplosis phlomicoliphaga ingår i släktet Lestodiplosis och familjen gallmyggor. Inga underarter finns listade i Catalogue of Life.